# Centro Ciência Viva do Algarve
O Centro Ciência Viva do Algarve localiza-se em Faro, em Portugal.
Constitui-se num espaço interativo, integrante da rede de Centros Ciência Viva, voltado para as questões sobre a Natureza e a biodiversidade.

## O edifício
O centro encontra-se implantado no complexo da antiga Central Eléctrica de Faro, em um edifício construído em 1909, ano em que a cidade passou a usufruir de iluminação elétrica. A central operou até ao final da década de 1930, quando a cidade passou a ser alimentada por uma linha de alta tensão, o que determinou o seu encerramento. Em 1962 o conjunto passou a abrigar os Bombeiros Municipais, que aí permaneceram até 1993. Finalmente, em 1997, o edifício histórico foi requalificado para abrigar o Centro Ciência Viva do Algarve.

## Exposições
Vizinho à ria Formosa e ao oceano Atlântico, o centro está voltado para o ambiente marinho, em seis grandes áreas temáticas:
- Do Pantalassa aos Oceanos Atuais
- A Natureza do Mar
- Forças da Natureza
- Explorar o Mar Desconhecido
- Viver no Mar e
- Das Moléculas ao Homem

O centro conta ainda com um espaço polivalente que funciona como atelier, laboratório ou sala de aniversários, e com uma estufa-laboratório, uma açoteia (onde são realizados regularmente atividades de Astronomia), e um espaço destinado a realização de palestras e/ou pequenas exposições.